# Piet Hein (admirał)
Piet Pieterszoon Hein (ur. 25 listopada 1577, zm. 18 czerwca 1629 roku) – holenderski admirał Kompanii Zachodnioindyjskiej i Stanów Generalnych, bohater wojny osiemdziesięcioletniej, korsarz.
Piet Hein urodził się w Delfshaven (obecnie części Rotterdamu). W wieku dwudziestu lat, w 1597 został porwany przez Hiszpanów. Pracował przy wiosłach na galerze. W roku 1601 został uwolniony. Następnie dowodził statkiem i działając na wodach Morza Karaibskiego, żyjąc z kontrabandy szybko wzbogacił się. W 1621 roku została powołana Holenderska Kompania Zachodnioindyjska a jej admirałem został Piet Hein. Pod jego dowództwem flota holenderska zniszczyła żeglugę hiszpańską na Morzu Karaibskim. W 1624 roku wraz z admirałem Johanem Wilkenem zaatakował portugalską Brazylię. Zdobył po bitwie pod Bahią, stolicę Brazylii i 22 statki portugalskie. Jego celem była tzw. srebrna flota hiszpańska na którą polował przez kilka lat. W roku 1628 w bitwie pod Matanzas, u wybrzeży Kuby zaskoczył legendarna flotę. Na swoich pokładach miała całoroczne wydobycie srebra z Meksyku i Peru, łup jaki zgarnął Hein szacuje się na 15 mln guldenów. Dowódca hiszpańskiej floty, admirał Benavides y Bazan został po procesie skazany na ścięcie. 
W roku 1629 Piet Hein został dowódcą floty holenderskiej. W tym samym roku w wieku 52 lat zginął w zwycięskiej bitwie na Morzu Północnym, z hiszpańskimi piratami z Dunkierki.